# Bolton Landing
Bolton Landing es un área no incorporada (o conocidas como aldea) ubicada en el condado de Warren en el estado estadounidense de Nueva York. Bolton Landing se encuentra ubicada dentro del pueblo de Bolton.

## Geografía
Bolton Landing se encuentra ubicada en las coordenadas 43°33′26″N 73°39′17″O / 43.55722, -73.65472.